# جورجيوس أنغوناس
جورجيوس أنغوناس (بالإنجليزية: Georgios Angonas) هو لاعب جمباز فني من القبارصة اليونانيين يمثل أمته في المسابقات الدولية.